# Västergötlands runinskrifter 171
Västergötlands runinskrifter 171 är en vikingatida runsten i Blidsbergs kyrka, Blidsbergs socken och Ulricehamns kommun. Runstenen är 2,1 meter hög, 0,8 meter bred och 0,35 meter tjock. Runhöjden är 11-18 centimeter. Ristningen är ovanligt djup och tydlig. Stenen påträffades 1867 vid rivningen av Blidsbergs gamla kyrka där den var inmurad i kyrkans norra vägg. Stenen står rest bredvid Vg 170 och Vg 176 vid kyrkogårdsmuren.

## Inskriften
Translitterering av runraden:
: þura : kiarþi : kuml : þesi : eftiʀ : tusta : bunta : sin : herluks : bruþur :
Normalisering till runsvenska:
Þora gærði kumbl þessi æftiʀ Tosta, bonda sinn, Hærlaugs broður.
Översättning till nusvenska:
Tora gjorde detta minnesmärke efter Toste, sin make, Härlögs broder.